# ゲーム番組

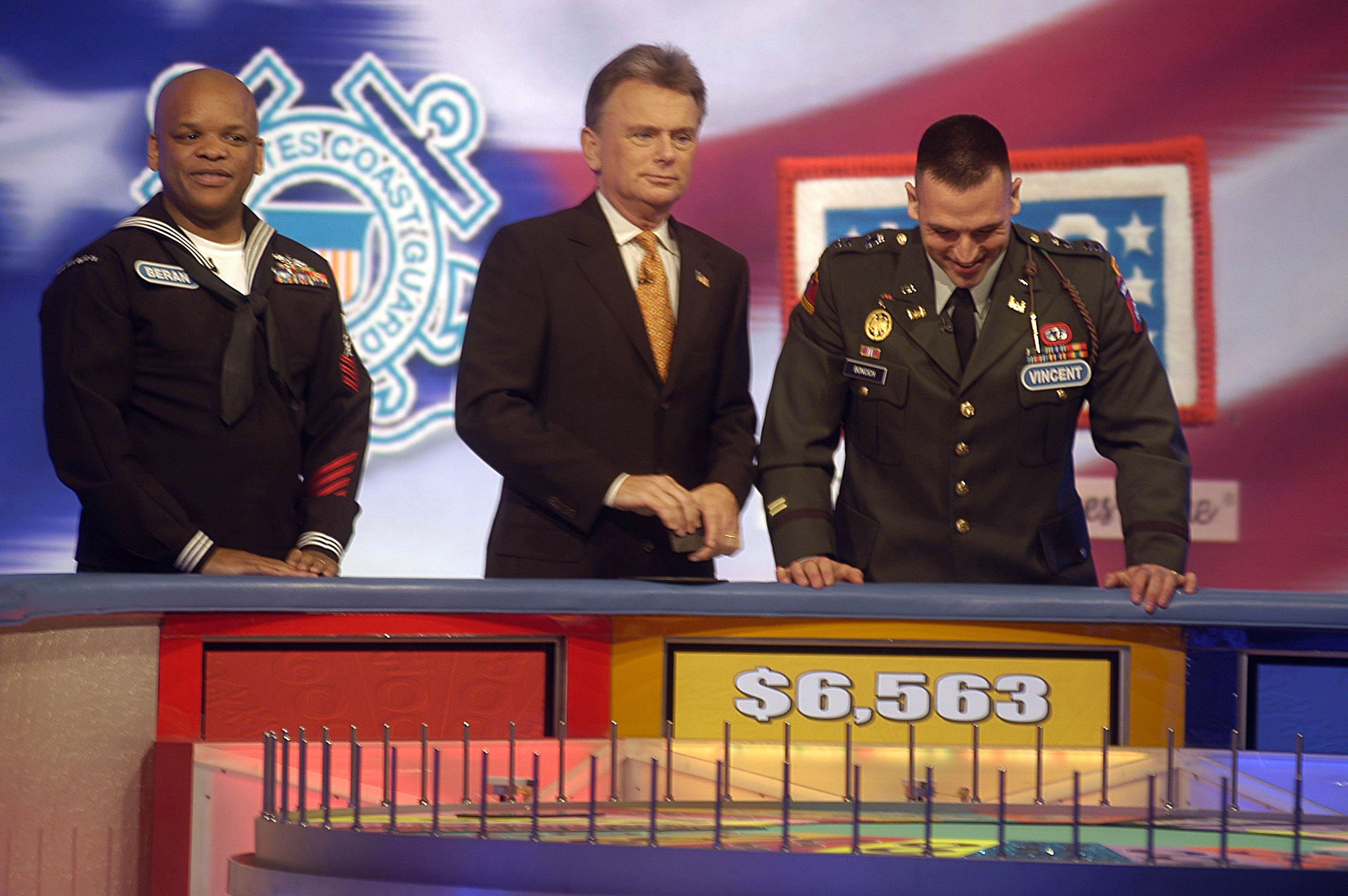
アメリカ軍人がホイール・オブ・フォーチュンに出場したとき。中央は司会のパット・セイジャック

ゲーム番組（ゲームばんぐみ）は、主に出演者たちが何らかの競技（ゲーム）に取り組む模様を主体としたテレビ・ラジオ番組の総称。番組制作を目的に独自のルールが作られ（もしくはテーブルゲームや子供の遊びなど既存のゲームのルールが引用・アレンジされ）てゲームが行われるものであり、いわゆるスポーツ競技の試合中継番組とは区別される。
英語では”Game show”と呼び、クイズを行うクイズ番組（Quiz Show）を含める。日本ではクイズ番組はクイズ番組として、ゲーム番組とは別個に括ることが多いが、クイズ要素とその他のゲーム要素を組み合わせたルールのゲーム番組も多いため厳密に分かれるものではない。
なお日本では「ゲーム番組」を「バラエティ番組」の一種とみなすことのほうが一般的である。逆に、例えば回によってトークやコント、グルメ情報などゲーム以外の要素を主体とした回もあれば、全編にわたって出演者が何らかのゲームに取り組む回もあるような「バラエティ番組」（『とんねるずのみなさんのおかげでした』の「モジモジくん」シリーズ、『ダウンタウンのガキの使いやあらへんで!』の「笑ってはいけない」シリーズなど）が日本には数多くあるが、日本の「バラエティ番組」に相当する概念が無い英語圏ではこうしたゲーム企画は”Game show”に含まれ得る。しかし日本ではこうした番組はあくまで「バラエティ番組」とされるのが一般的で、「ゲーム番組」という語には「特にバラエティ番組の中で、全ての回にわたってゲーム要素を主体する番組」といったニュアンスが含まれる。
なお、上記とは別にコンピュータゲーム（テレビゲームや携帯型ゲームなど狭義の「ゲーム」、「eスポーツ」とも呼ばれる）の話題等をメインに扱う番組についても「ゲームの番組」の意味で「ゲーム番組」と呼ぶことがあるが、全く意味合いが異なる。ただし後述の『ファミっ子大集合』などゲーム番組の要素を持つコンピュータゲーム番組も多い。これらの番組についても後述する。

## 日本のゲーム番組
放送メディアにおける日本初のクイズ番組は『話の泉』（NHKラジオ第1、1946年12月3日 - 1964年3月31日）であり、広義のゲーム番組の元祖でもある。
★：2024年9月現在、新作を放送または配信中。
△：旧作、放送または配信中。

### NHK
- ジェスチャー（1953年2月20日 - 1968年3月25日、NHK総合）
- 連想ゲーム（1969年4月9日 - 1991年3月20日、NHK総合）
- ゲーム数字でQ（1991年4月9日 - 1993年3月6日、NHK総合） - クイズ・ゲーム合体番組
- 頭のゲーム脳ビタくん（1999年3月 - 2000年3月、NHK総合） - クイズ・ゲーム合体番組
- あなたも挑戦!ことばゲーム（2004年4月2日 - 2005年3月25日、NHK総合）
- 伝えてピカッチ（2013年4月6日 - 2015年3月21日、NHK総合）

### 日本テレビ系
- ゲームの王様（1962年6月8日 - 11月9日、日本テレビ）
- 底ぬけ脱線ゲームシリーズ（1963年6月2日 - 1973年1月25日、日本テレビ）
  - 新・底ぬけ脱線ゲーム（1974年10月2日 - 1977年9月28日、日本テレビ）
  - 底ぬけ脱線ゲームスペシャル（1983年10月4日、日本テレビ） - 特番
  - 電脳底ぬけ脱線ゲーム（1993年4月8日 - 6月24日、日本テレビ）
- ドライブ・ゲーム（1964年10月30日 - 1969年3月28日、日本テレビ）
- 前田武彦の天下のライバル（1969年4月5日 - 9月27日、日本テレビ）
- ほんものは誰だ!（1973年2月1日 - 1980年9月29日、日本テレビ）
- 買ッテ来ルゾト勇マシク（1973年6月3日 - 9月30日、よみうりテレビ）
- 目方でドーン!（1975年4月13日 - 1982年3月28日、日本テレビ）
- オールスター親子で勝負!（1976年10月9日 - 1978年9月30日、日本テレビ）
- 総出演!!人気スターチーム対抗大合戦! → 輝け!!人気スターチーム対抗大合戦!（1977年1月1日 - 1989年1月1日、日本テレビ） - 特番
- アメリカ横断ウルトラクイズ（1977年10月20日 - 1998年11月23日、日本テレビ）
- 人気力士大合戦!（1979年1月2日 - 1982年1月1日、日本テレビ） - 特番
- やすきよの運だめし半だめし → やすきよの腕だめし運だめし（1981年 - 1982年、よみうりテレビ）
- オールスターちょんまげオリンピック!!花の大江戸90分笑いっぱなし（1981年10月10日、日本テレビ） - 特番
- 体当り!!スーパーレース（1982年1月6日 - 4月28日、日本テレビ）
- サスペンスゲーム わくわくサンド（1984年、讀賣テレビ放送）
- マジカル頭脳パワー!!（1990年10月27日 - 1999年9月16日、日本テレビ） - 初期はクイズ番組、末期はゲーム番組
- 一攫千金!!スーパーマーケット（1991年4月7日 - 1991年9月29日、日本テレビ）
- ザ・ラスベガス（1991年10月20日 - 1992年9月6日、読売テレビ）
- ウルトラショップ（2001年10月18日 - 2002年9月12日、日本テレビ）
- ロンQ!ハイランド（2005年4月3日 - 2008年9月28日、日本テレビ）
- 密室謎解きバラエティー 脱出ゲームDERO!（2010年4月21日 - 2011年3月9日、日本テレビ）
- THE賞金首→怪盗100面相（2011年10月8日 - 2014年4月2日、日本テレビ） - 特番
- 宝探しアドベンチャー 謎解きバトルTORE!（2011年7月6日 - 2013年2月25日、日本テレビ） - 特番（レギュラー放送終了後、2016年4月まで放送された）
- 笑う!アメカン→みんなのアメカン（2012年1月7日 - 8月16日、日本テレビ）

### テレビ朝日系
- がっちり買いまショウ（1963年12月1日 - 1975年11月30日、NET（現：テレビ朝日））
- 今週の花嫁花婿（1966年2月2日 - 11月9日、朝日放送）
- 明色お笑いゲーム合戦→明色新・お笑いゲーム合戦（1971年4月6日 - 1972年3月28日、テレビ朝日）
- 明色スターゲーム合戦（1973年12月4日 - 1974年8月27日、テレビ朝日）
- Oh!カップルスター（1974年10月2日 - 12月25日、NET）
- 三枝・アンヌのアイアイゲーム（1975年10月 - 1976年3月、朝日放送）
- ラブアタック!（1975年11月2日 - 1984年10月14日、朝日放送）
- 三枝の国盗りゲーム（1977年10月2日 - 1986年3月20日、朝日放送）
- 春だヨ!番組対抗オールスター爆笑ゲーム大会（1978年3月29日、テレビ朝日） - 特番
- THE ビッグ!（1979年8月25日 - 1984年10月15日、朝日放送）
  - THE ビッグチャンス!（1984年10月21日 - 1985年3月31日、朝日放送）
  - 生クイズだよ! 日本全国THEビッグチャンス（1985年4月7日 - 1986年3月30日、朝日放送）
- 世界一周双六ゲーム（1980年4月6日 - 1986年3月30日、朝日放送） - クイズ・ゲーム合体番組
- ABOBAゲーム（1984年10月10日 - 1985年9月4日、朝日放送）
- ウッチャンナンチャンの炎のチャレンジャーこれができたら100万円!!（1995年10月17日 - 2000年3月28日、テレビ朝日）
- 超次元タイムボンバー（1996年10月17日 - 1997年9月11日、テレビ朝日）
- 志村&所の戦うお正月（1999年1月1日 - 2020年1月1日、テレビ朝日） - 正月特番
- ★夢対決!とんねるずのスポーツ王は俺だ!スペシャル（2000年1月3日 - 、テレビ朝日） - 正月特番
- サムズアップ人生開運プロジェクト（2003年4月18日 - 9月12日、朝日放送）
- ★芸能人格付けチェック（2005年1月3日 - 、朝日放送→朝日放送テレビ） - 正月特番→年3回程度放送。元は『人気者でいこう!』の番組内企画。

### TBS系
- がっちり買いまショウ（1963年12月1日 - 1975年11月30日、毎日放送）
- ゲーム・ゲーム・ショー（1965年10月17日 - 1966年3月27日、TBS）
- トクホンイブニングショー おしどり作戦（1967年4月19日 - 1968年3月28日、毎日放送）
- お笑い頭の体操（1968年2月3日 - 1975年12月27日、TBS）
- △[注釈 1]クイズダービー（1976年1月3日 - 1992年12月19日、TBS）
- でっかくいこう（1969年4月1日 - 1970年8月28日、TBS）
- ドン!アタック（1971年12月3日 - 1972年9月29日、TBS）
- 親子集まれ!土曜12時（1974年4月13日 - 1974年9月28日、TBS）
- 伸介のグリコがっちりショッピング（1975年12月7日 - 1977年3月27日、毎日放送）
- ザ・チャンス!（1979年4月10日 - 1986年10月2日、TBS）
- 人生ゲームハイ&ロー（1979年10月1日 - 1982年9月27日、TBS） - クイズ・ゲーム合体番組
  - 社長ゲーム ハイ&ロー（1982年10月3日 - 1983年3月27日、TBS）
  - 貴女も社長 ハイ&ロー（1984年10月1日 - 1985年3月29日、TBS）
  - 社長かヒラか! ハイ&ロー（1985年4月1日 - 1985年7月19日、TBS）
- スーパーダイスQ（1980年3月3日 - 1984年3月30日、TBS系） - クイズ・ゲーム合体番組
- あつあつカップルいじわる大作戦（1981年10月4日 - 12月27日、毎日放送）
- 三枝のドバーッとファイト!!（1983年4月22日 - 1983年9月30日、毎日放送）
- △[注釈 1][注釈 2][注釈 3][注釈 4]痛快なりゆき番組 風雲!たけし城（1986年5月2日 - 1989年4月14日、TBS）
  - 号外版 風雲!たけし城（1987年10月4日 - 1988年5月29日、TBS）
- ゲーム・史上最大の作戦→加ト茶の史上最大の作戦!!（1986年10月9日 - 1987年3月26日、TBS）
- ムーブ・関口宏の東京フレンドパーク（1992年10月12日 - 1993年9月20日、TBS）
  - 関口宏の東京フレンドパークII（1994年4月11日 - 2011年3月28日、TBS）
  - 関口宏の東京フレンドパーク ドラマ大集合SP!!（2017年1月9日 - 2021年1月3日、TBS） - 特番
- 最強の男は誰だ!壮絶筋肉バトル!!スポーツマンNo.1決定戦（1995年1月1日 - 2009年1月3日、TBS） - 特番
- 筋肉番付（1995年7月8日 - 2002年5月、TBS）
  - 体育王国（2002年10月12日 - 2003年9月13日、TBS）
  - 黄金筋肉（2003年10月15日 - 2004年6月29日、TBS）
- バリキン7 賢者の戦略（1996年10月17日 - 1997年9月11日、TBS）
- しあわせ家族計画（1997年4月30日 - 2000年9月13日、TBS）
- ★SASUKE（1997年9月27日 - 、TBS） - 年1〜2回程度特番
  - ★KUNOICHI（2001年12月22日 - 2009年10月7日・2017年2月12日 - 、TBS） - 特番
- DOORS!!（2005年9月19日 - 2009年12月28日、TBS） - 特番
- ザ・ディール（2006年9月8日・2007年4月5日、TBS） - 特番
- キャプテン☆ドみの（2007年4月28日 - 7月21日、TBS）
- キングオブチェアー（2010年7月20日・2010年10月11日 - 2011年1月1日、TBS）
- ★炎の体育会TV（2011年1月11日 - 、TBS）
- ついに解禁!超体感アトラクションDEKITA!（2012年10月7日、TBS） - 特番
- 脳肉バトル!アタマッチョ（2012年10月20日、TBS） - 特番
- ジンロリアン〜人狼〜（2013年4月4日 - 10月17日、TBS） - 特番
- 究極バトル“ゼウス”（2015年4月9日・2016年2月11日・2016年11月24日、TBS） - 特番
- 水トク!・志村けんのゲーム王国 しむランド（2015年5月6日、TBS） - 特番
- 変装かくれんぼ ハイド&シーク（2018年12月8日 - 2020年3月20日、TBS） - 特番
- ★THE 鬼タイジ（2020年12月5日 -、TBS） - 特番
- オトラクション（2021年4月13日 - 2022年2月22日、TBS）

### テレビ東京系
- ザ・スターボウリング（1978年 - 1998年12月18日、東京12チャンネル（現：テレビ東京）→テレビ東京）
- ドバドバ大爆弾（1979年10月11日 - 1981年3月26日、東京12チャンネル）
- 絶叫!ジェットゲーム（1980年10月10日 - 12月26日、東京12チャンネル）
- ツッパリやすしの60分（1981年4月16日 - 9月24日、東京12チャンネル）
- 勝ち抜きポカポカドボン（東京12チャンネル） - 『勝ち抜き腕相撲』の後継番組
- ザ・BINGOスター（1996年4月19日 - 1997年3月21日、テレビ東京）
- デリバティブTV（1997年10月 - 1999年3月、テレビ東京） - 『TVブックメーカー』のリメイク番組
- ココリコミリオン家族（2006年4月4日 - 2008年12月9日、テレビ東京）
- 町まるごと宝探し!THE OPEN（2020年3月3日、テレビ東京） - 特番

### フジテレビ系
- 赤かて!白かて!（1968年10月4日 - 1969年8月1日、フジテレビ）
- モーレツ欲張りゲーム（1969年7月20日 - 11月30日、フジテレビ）
- グリコ赤白パネルマッチ（1969年8月8日 - 1971年8月27日、フジテレビ）
- オールスター歌とゲームで大合戦（1972年3月23日、フジテレビ系） - 特番
- 相性診断!あなたと私はピッタンコ（1976年4月7日 - 1981年3月25日、関西テレビ）
- 買物ゲーム用意ド〜ン!（1978年4月4日 - 9月28日、フジテレビ）
- 激突!プロ野球12球団対抗日本シリーズ（1981年3月10日 - 1986年1月21日、フジテレビ） - 特番
- 三枝の愛ラブ!爆笑クリニック（1981年9月16日 - 1995年9月26日、関西テレビ）
- 東京24時間鬼ごっこ（1987年11月6日・1988年6月24日、フジテレビ） - 特番
- 三枝の激闘スタジアム（1990年10月6日 - 1991年9月28日、関西テレビ）
  - 三枝の大激闘スタジアム（1991年1月3日、関西テレビ） - 特番
- クイズ&ゲーム太郎と花子（1990年10月24日 - 1992年3月25日、フジテレビ系） - クイズ・ゲーム合体番組
- TVブックメーカー（1991年4月8日 - 1992年3月23日、フジテレビ）
- 運命GAME（1991年4月17日 - 9月18日、フジテレビ）
- 征服王（1992年10月 - 1993年3月、フジテレビ）
- たほいや（1993年4月5日 - 9月20日、フジテレビ）
- BANG! BANG! BANG!（1996年1月13日 - 9月、フジテレビ）
- 買物王（1996年4月 - 9月、フジテレビ）
- カジノザウルス→カジノザウルス NEW（1996年7月7日 - 1997年3月23日、関西テレビ）
- ザ!キャッシュマン（2001年4月20日 - 8月24日、フジテレビ・関西テレビ）
- カイジGAME1（2002年 - 2003年、フジテレビ）
- ★ネプリーグ（2003年4月16日 - 、フジテレビ）
- ★run for money 逃走中（2004年6月26日 - 、フジテレビ） - 特番
  - クロノス（2007年4月23日 - 9月24日、フジテレビ）
  - ジャンプ!○○中（2007年10月17日 - 2008年3月19日、フジテレビ）
  - ★battle for money 戦闘中（2012年3月31日 - 、フジテレビ） - 特番
- 海筋肉王 〜バイキング〜（2005年4月3日 - 2007年3月25日、フジテレビ）
- 中居正広の(生)スーパードラマフェスティバル（2006年1月7日 - 2009年7月6日、フジテレビ） - 特番
- オールスター大集合!一発勝負で賞金ゲット!イライラゲームランド（2006年9月5日、フジテレビ） - 特番
- ペケ×ポンシリーズ（2007年4月10日 - 2016年2月23日、フジテレビ） - 初期はバラエティ番組
- 1億分の1の男（2007年12月31日、フジテレビ） - 特番
- VS嵐（2008年4月12日 - 2020年12月24日、フジテレビ）
  - コレカツ嵐（2016年1月3日、フジテレビ） - 特番
  - VS魂（2021年1月3日 - 2023年9月28日、フジテレビ）
- Numer0n（2011年9月11日 - 2013年6月17日、フジテレビ）
  - Calcolon（2012年6月23日 - 2013年7月13日、フジテレビ）
  - Rotolon（2012年7月14日、フジテレビ） - 特番
- 世界は言葉でできている（2011年10月5日 - 2012年3月21日、2012年10月24日 - 2012年12月19日、フジテレビ）
- 人狼〜嘘つきは誰だ?〜（2013年3月27日 - 2014年10月7日、フジテレビ） - 特番
- クイズ なりきりアニマルパーク（2015年10月13日、フジテレビ） - 特番
- 超水上サバイバルオチルナ!（2020年11月22日、2021年5月16日、フジテレビ） - 特番
- モノノケハント（2021年1月9日、2021年3月29日、フジテレビ）- 特番
- ★タイムリミットバトル ボカーン!（2022年3月28日 - 、フジテレビ） - 特番

### CS、BS番組
- ★クイズ!脳ベルSHOW（2015年10月7日 - 、BSフジ）
- ★SKE48 ZERO POSITION 〜チームスパルタ!能力別アンダーバトル〜（2014年10月4日 - 、TBSチャンネル1）
- 恵比寿マスカッツのすぽスポSPORTS（2018年5月9日 - 2019年3月27日、BSスカパー!）

### 配信番組
- ★HITOSHI MATSUMOTO presents ドキュメンタル（2016年11月30日 - 、Amazonプライム・ビデオ）
- 空想写真問題ピクチャイズ（2017年7月7日 - 9月22日、アニメイトチャンネル）
- 千原○ニアの○○-1GP（2017年7月14日 - 9月29日、Amazonプライム・ビデオ）
- ★戦闘車（2017年10月6日 - 、Amazonプライム・ビデオ）
- ★GACKTプロデュース!POKER×POKER（2018年5月4日 - 、AbemaTV）
- ★人生逆転リアリティーショウ リアルカイジGP（2018年4月15日 - 、AbemaTV）
- ★チャンスの時間（2018年4月18日 - 、AbemaTV）
- ★有吉弘行の脱ぬるま湯大作戦（2018年8月3日 - 、Amazonプライム・ビデオ）
- ★大学キングダム（2019年11月16日 - 、AbemaTV）

など。

## コンピュータゲームを扱う番組

### ゲームをする事が主目的の番組
- ★ゲームセンターCX（2003年11月4日 - 、フジテレビONE）
- ゲームレコードGP（2007年9月 - 2011年2月19日、MONDO21）
- シューティングゲーム攻略軍団参上!（2009年5月26日 - 11月10日、MONDO21）
- 絆体感TV 機動戦士ガンダム 第07板倉小隊（2011年10月4日 - 2014年9月、テレビ東京）
- ★いいすぽ!（2016年4月23日 - 、フジテレビONE）
- ゲーム実況バラエティ てつたくハウス（2016年7月6日 - 2021年9月29日 、北海道テレビ放送）
- ★eGG（2018年7月20日 - 、日本テレビ）

### ゲームをしながらのトークやバラエティ番組
- 東京エンカウント（2010年5月2日 - 2013年2月20日、AT-X）
  - ★東京エンカウント弐（2014年5月4日 - 、AT-X）
- 夜遊び三姉妹（2010年11月4日 - 2013年3月28日、日本テレビ）
- つれゲー（2010年12月18日 - 2016年5月2日、アイドル専門チャンネルPigoo）
- ★ただいま、ゲーム実況中!!（2016年2月23日 - 、テレ朝チャンネル、テレビ朝日（地上波版は終了））
- ★ReAL　eSports　News（テレ朝チャンネル）
- ★勇者ああああ（2017年4月7日 - 、テレビ東京）（地上波版は終了））
- ★有吉ぃぃeeeee!そうだ!今からお前んチでゲームしない?（2018年10月28日 - 、テレビ東京）
- ★会心の1ゲー（2020年10月9日 - 、テレビ朝日）
- ゲーム真面目さん（2023年8月10日深夜 - 9月14日深夜、テレビ東京）

### ゲーム情報番組
- ファミ通系ゲーム情報番組
  - ゲームカタログII（1994年4月7日 - 1998年3月25日、テレビ朝日）→
  - GameWave（1998年4月8日 - 2002年9月25日、テレビ東京）→
  - GAME BREAK（2002年10月2日 - 2003年3月26日、テレビ東京）
- 任天堂の一社提供番組
  - スーパーマリオクラブ（1990年10月4日 - 1993年9月30日、テレビ東京）→
  - スーパーマリオスタジアム（1993年10月7日 - 1996年6月27日、テレビ東京）→
  - 64マリオスタジアム（1996年7月4日 - 2000年9月28日、テレビ東京）→
  - マリオスクール（2000年10月5日 - 2001年3月29日、テレビ東京）→
  - Mr.マリック魔法の時間（2001年10月4日 - 2002年6月27日、テレビ東京）
- アルファ放送制作製作の番組
  - ファミっ子大作戦（1986年5月11日 - 1988年3月25日、テレビ東京）→
  - ファミっ子大集合（1988年4月4日 - 1991年3月25日、テレビ東京）→
  - Theゲームパワー（1991年4月2日 - 1994年3月29日、テレビ東京）→
  - ゲーム王国（1994年4月5日 - 1999年9月30日、テレビ東京）→
  - ゲームEX（1999年10月7日 - 2003年9月27日、テレビ東京）→
  - GAME JOCKEY（2003年10月6日 - 2005年6月27日、テレビ東京）→
  - GAME JOCKEY2（2005年7月8日 - 2007年6月28日、BSジャパン）
- ポケモン情報番組
  - ポケモン☆サンデー（2004年10月3日 - 2010年9月26日、テレビ東京）→
  - ポケモンスマッシュ!（2010年10月3日 - 2013年9月29日、テレビ東京）→
  - ポケモンゲット☆TV（2013年10月6日 - 2015年9月27日、テレビ東京）→
  - ポケモンの家あつまる?（2015年10月4日 - 2022年3月27日、テレビ東京）→
  - ★ポケモンとどこいく!?（2022年4月3日 - 、テレビ東京）
- その他
  - 高橋名人の面白ランド（1986年10月7日 - 1987年9月29日、テレビ東京）
  - DOKIドキDO!（1987年10月2日 - 1988年3月25日、日本テレビ）
  - PCエンジン系
    - 冒険!テレビ遊び塾（1988年4月19日 - 9月20日、テレビ東京）→
    - さきどり!PC遊び塾（1988年10月4日 - 1989年3月21日、テレビ東京）→
    - 大竹まことのただいま!PCランド（1989年4月4日 - 1992年3月31日、テレビ東京）→
    - 聖PCハイスクール（1992年4月7日 - 9月29日、テレビ東京）→
    - そのまんま東のバーチャル情報局（1992年10月6日 - 1993年7月6日、テレビ東京）→
      - そのまんま東のバーチャルZ（1993年7月13日 - 9月28日、テレビ東京）

  - ダンジョンV（1993年5月2日 - 1994年3月27日、テレビ東京）
  - ★ヒジヤン★のゲームセンター768（2017年4月 - 、燕三条エフエム）
  - ★ゲーム・BGM夜話（2022年4月 - 、ウルトラFM、ミュージックバード）
  - ★ゲームセンターインパクト［みはらサンセットレディオ内コーナー］（2024年6月 - 、FMみはら）

### その他地上波以外
- ゲムカシマ（2008年 - 2013年3月21日、テレ朝チャンネル）
- ゲームのじかん（2010年 - 2012年、ニコニコ生放送）
- ゲッチャ（2011年 - 2013年、ニコニコ生放送）
  - ★電人☆ゲッチャ!（2013年4月5日 - 、ニコニコ生放送）
- ★ゲームのがっこう（2012年 - 、ニコニコ生放送）
- ゲーム★マニアックス（2012年7月7日 - 2020年7月18日、アニマックス）
- ★ファミ通ゲーマーズDX（2013年10月24日 - 、ニコニコ生放送）
- 月刊ファミ通feat.（2014年5月9日 - 2015年3月27日、ニコニコ生放送）
- ★ニャニャニャ! ネコマリオタイム（2014年2月26日 - 、ニンテンドーeショップ）
- ゲームセンターDX（2015年7月7日 - 、YouTube・Nintendo公式チャンネル）
- ★よゐこの○○で○○生活（2017年7月6日 - 、YouTube・Nintendo公式チャンネル）
- Abema Game 9 アゲナイッ!（2018年1月22日 - 4月13日、AbemaTV）
- 賞金首（2018年3月23日 - 26日、2018年5月15日 - 11月15日、AbemaTV）
- 加藤純一の世界で一番ゲームを本気でやる男（2018年7月17日 - 2019年3月12日、AbemaTV）
- P-Sports（2018年1月24日 - 6月9日、AbemaTV）
- 桃色ゲームチャンネル（2018年1月25日 - 4月26日、AbemaTV）
- デスゲーム（2018年2月9日 - 4月10日、AbemaTV）

など。